# 川崎信定
川崎 信定（かわさき しんじょう、1935年12月14日 - ）は、仏教学者、筑波大学名誉教授、文化功労者。
千葉県船橋市の真言宗豊山派の寺院に生まれる。1958年、東京大学教養学部アメリカ分科卒。同大学院人文科学研究科印度哲学科博士課程中退、東大文学部助手、インドのバンダルカル研究所などで学ぶ。東洋文庫専任研究員、1975年筑波大学助教授、1986年教授、1997年定年退官、名誉教授、東洋大学教授。2006年退職。インド哲学・チベット仏教専攻。1987年「一切智(Sarvajna)思想の研究」で東大文学博士、1994年「一切智思想の研究」で日本学士院賞受賞。2011年春瑞宝中綬章受章。2014年秋に文化功労者。

## 著書
- 『一切智思想の研究』春秋社 1992
- 『インドの思想』放送大学教育振興会 1993／ちくま学芸文庫 2019
- 『釈尊のおしえ』中山書房仏書林 1997、新版2002

### 翻訳
- 『チベットの死者の書 原典訳』 筑摩書房 1989／ちくま学芸文庫 1993

## 注
1. ↑  『現代日本人名録』2002年
2. ↑  “平成23年春の叙勲 瑞宝中綬章受章者” (PDF).  内閣府. p. 6 (2011年4月29日). 2016年6月24日時点のオリジナルよりアーカイブ。2023年4月4日閲覧。